# 폴리크라테스 (사모스)

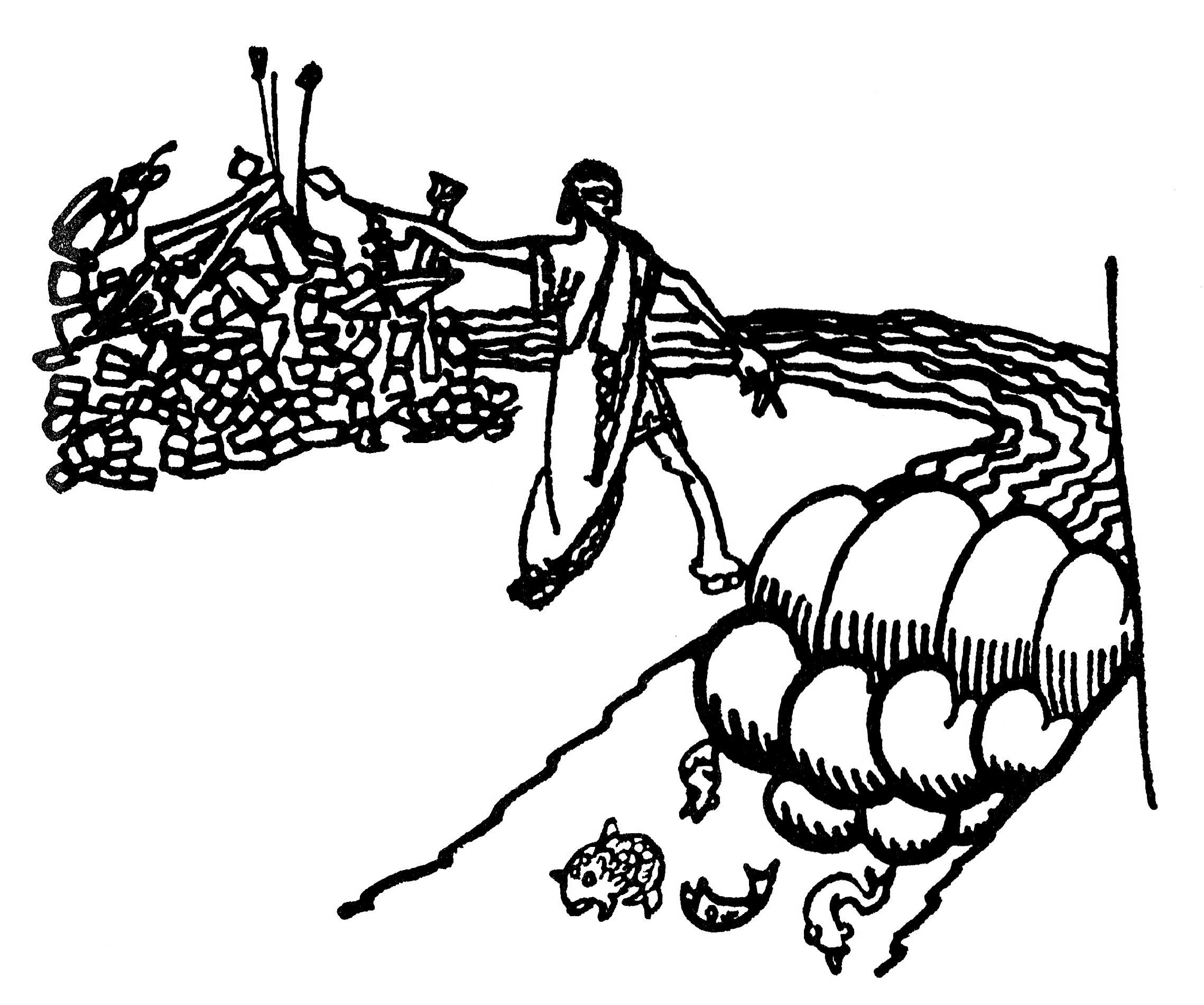

폴리크라테스(고대 그리스어: Πολυκράτης)는 기원전 535년에서 기원전 515년까지 사모스의 참주였다.

## 어린시절과 집권과정
폴리크라테스는 아이아케스의 아들중 장남으로 태어났다. 처음에는 자기 동생들이 판타그노토스와 쉴로손과 같이 사모스섬을 통치했지만 기원전 535년 경 판타그노토스는 살해하고 막내 쉴로손은 추방시켜 사모스섬을 독차지한다. 권력을 차지한 폴리크라테스는 해군을 육성하고 이집트와 아케메네스 제국 사이에서 줄타기 외교를 펼쳐 세력을 확장하고 그 세력으로 레스보스같은 주변의 폴리스들을 공격한다.
여담으로 사모스 섬으로 돌아온 피타고라스가 다시 크로톤으로 이주한 것이 당시 사모스 섬의 참주인 폴리크라테스의 독재 때문이라고 한다.

## 스파르타연합군의 공격
폴리크라테스가 추방시킨 사모스의 (폴리크라테스) 반대파들은 크레타 섬에 퀴도니아라는 도시를 건설 한 뒤 스파르타 도움을 요청을 한다. 스파르타는 이 요청을 받아들여 사모스섬 공격을 준비한다. 그리고 여기에 사모스에 원한이 있던 코린토스도 합세하기로 한다.
기원전 532년 스파르타 연합군이 사모스에 상륙해 포위공격을 시작하자 폴리크라테스는 별동대를 이끌고 강력하게 반격한다. 스파르타도  번번히 공격에 실패하고 후퇴를 반복하자 40일뒤 스파르타는 철수한다.

## 사망
스파르타의 공격까지 이겨내며 기세가 오른 폴리크라테스는 그리스 전체를 지배할 야망을 가지고 세력을 키워나간다. 이런 사모스의 확장에 주변 세력들은 불만을 가지게 되고 아케메네스 제국의 사르디스 지방관이었던 오로이테스는 독자적으로 활동하던 폴리크라테스를 제거하기로 결정한다. 오로이테스는 폴리크라테스에게 사절을 보내 아케메네스 제국의 황제 캄비세스 2세가 자신을 죽이려해서 막대한 재산을 가지고 폴리크라테스에게 귀순하겠다는 의사를 밝히며 직접 와줄것을 요청한다. 때마침 세력 확장을 위해 군자금이 절실했던 폴리크라테스는 오로이테스의 제안을 받아들인다. 그러나 그것이 오로이테스의 함정이었다.
기원전 515년 폴리크라테스는 자신이 직접 해군을 이끌고 막대한 재산을 수송하러 마그네시아지역으로 갔으나 그곳에서 오로이테스에게 생포된 뒤 십자가에 매달려 처형당한다.

## 같이 보기
- 해상강도